# 下總國
下總國（日语：〔〕／〔〕 Shimōsanokuni */?），日本古代的令制國之一，屬東海道，又稱總州、北總。下總國的領域大約包括現在的千葉縣北部、茨城縣西南部、埼玉縣東隅、東京都東隅。

## 郡
- 葛飾郡
- 相馬郡（日语：相馬郡 (下総国)）
- 千葉郡
- 印旛郡
- 埴生郡
- 香取郡
- 海上郡
- 匝瑳郡
- 結城郡
- 猿島郡
- 豐田郡
- 岡田郡

## 相關項目
- 日本令制國列表